# Blasonering
Blasonering er en fuldstændig beskrivelse af et våben efter heraldikkens regler. Det er blasoneringen, der er våbenet, mens våbentegningen blot er én realisering af våbenet.

## Eksempel
Norges rigsvåben blasoneres (på nynorsk): "Ei upprett gull-løve på raud grunn med gullkrone på hovudet og gullskjeft sylvøks i framlabbane", og derfor vil enhver heraldisk tegning, der viser en oprejst guldløve med guldkrone på hovedet og med en sølv-økse med guld-skaft i forpoterne, i rødt felt, være Norges rigsvåben. Dette er naturligvis ikke til hinder for, at ejerne af våbenet, den norske konge og stat, kan vælge at benytte nærmere specificerede udgaver af våbenet, hvad de da også gør.